# League Cup 1990/91
Der League Cup 1990/91 war die 31. Austragung des seit 1960 existierenden englischen League Cup.
Der Wettbewerb startete am 27. August 1990 mit der Ersten Runde und endete am 21. April 1991 mit dem Finale in Wembley. Der Titel ging an Sheffield Wednesday durch ein 1:0 im Finale über Manchester United. Der Zweitligist aus Sheffield gewann zum ersten Mal den Ligapokal und krönte die Saison kurz darauf mit dem Aufstieg in die erste Liga. Der unterlegene Finalist aus Manchester tröstete sich knapp einen Monat später mit dem Gewinn des Europapokal der Pokalsieger 1990/91.

## Erste Runde
|                        | Gesamt          |                     | Hinspiel | Rückspiel |
| ---------------------- | --------------- | ------------------- | -------- | --------- |
| Birmingham City        | 1:2             | AFC Bournemouth     | 0:1      | 1:1       |
| Bradford City          | 4:3             | FC Bury             | 2:0      | 2:3 n. V. |
| FC Brentford           | 2:1             | Hereford United     | 2:0      | 0:1       |
| Brighton & Hove Albion | 1:3             | Northampton Town    | 0:2      | 1:1       |
| Bristol Rovers         | 2:3             | Torquay United      | 1:2      | 1:1       |
| Carlisle United        | 2:1             | Scunthorpe United   | 1:0      | 1:1       |
| FC Chesterfield        | 3:4             | Hartlepool United   | 1:2      | 2:2       |
| FC Darlington          | 1:1             | FC Blackpool        | 0:0      | 1:1 n. V. |
| Doncaster Rovers       | 3:8             | Rotherham United    | 2:6      | 1:2       |
| Exeter City            | 1:2             | Notts County        | 1:1      | 0:1       |
| FC Fulham              | 1:4             | Peterborough United | 1:2      | 0:2       |
| FC Gillingham          | 1:2             | Shrewsbury Town     | 1:0      | 0:2       |
| Grimsby Town           | (a)2:2(a)       | Crewe Alexandra     | 2:1      | 0:1 n. V. |
| Halifax Town           | 2:1             | Lincoln City F.C.   | 2:0      | 0:1       |
| Huddersfield Town      | 1:5             | Bolton Wanderers    | 0:3      | 1:2       |
| Maidstone United       | 3:6             | Leyton Orient       | 2:2      | 1:4       |
| Mansfield Town         | 1:4             | Cardiff City        | 1:1      | 0:3       |
| FC Middlesbrough       | 3:2             | Tranmere Rovers     | 1:1      | 2:1       |
| Preston North End      | 3:5             | Chester City        | 2:0      | 1:5 n. V. |
| FC Reading             | 1:3             | Oxford United       | 0:1      | 1:2       |
| AFC Rochdale           | 7:3             | FC Scarborough      | 4:0      | 3:3       |
| Southend United        | 4:3             | Aldershot Town      | 2:1      | 2:2       |
| Stockport County       | 1:2             | FC Burnley          | 0:2      | 1:0       |
| Stoke City             | 1:0             | Swansea City        | 0:0      | 1:0       |
| FC Walsall             | 5:4             | Cambridge United    | 4:2      | 1:2       |
| West Bromwich Albion   | 2:3             | Bristol City        | 2:2      | 0:1 n. V. |
| Wigan Athletic         | 1:1 (3:4 i. E.) | FC Barnsley         | 0:1      | 1:0 n. V. |
| York City              | 0:3             | FC Wrexham          | 0:1      | 0:2       |

## Zweite Runde
|                     | Gesamt          |                         | Hinspiel | Rückspiel |
| ------------------- | --------------- | ----------------------- | -------- | --------- |
| Aston Villa         | 2:0             | FC Barnsley             | 1:0      | 1:0       |
| AFC Bournemouth     | 1:2             | FC Millwall             | 0:0      | 1:2       |
| Cardiff City        | 2:5             | FC Portsmouth           | 1:1      | 1:3 n. V. |
| Carlisle United     | 1:2             | Derby County            | 1:1      | 0:1       |
| Charlton Athletic   | 2:3             | Leyton Orient           | 2:2      | 0:1       |
| Chester City        | 0:6             | FC Arsenal              | 0:1      | 0:5       |
| Coventry City       | 7:4             | Bolton Wanderers        | 4:2      | 3:2       |
| Crystal Palace      | 10:10           | Southend United         | 8:0      | 2:1       |
| FC Darlington       | 3:4             | Swindon Town            | 3:0      | 0:4       |
| Halifax Town        | 2:5             | Manchester United       | 1:3      | 1:2       |
| Hull City           | 1:1             | Wolverhampton Wanderers | 0:0      | 1:1 n. V. |
| Leicester City      | 1:3             | Leeds United            | 1:0      | 0:3       |
| FC Liverpool        | 9:2             | Crewe Alexandra         | 5:1      | 4:1       |
| Luton Town          | 2:2 (4:5 i. E.) | Bradford City           | 1:1      | 1:1 n. V. |
| FC Middlesbrough    | 2:1             | Newcastle United        | 2:0      | 0:1       |
| Northampton Town    | 1:3             | Sheffield United        | 0:1      | 1:2       |
| Norwich City        | 5:0             | FC Watford              | 2:0      | 3:0       |
| Nottingham Forest   | 5:1             | FC Burnley              | 4:1      | 1:0       |
| Notts County        | 3:5             | Oldham Athletic         | 1:0      | 2:5 n. V. |
| Plymouth Argyle     | 3:0             | FC Wimbledon            | 1:0      | 2:0       |
| FC Port Vale        | 0:2             | Oxford United           | 0:2      | 0:0       |
| Queens Park Rangers | 4:1             | Peterborough United     | 3:1      | 1:1       |
| AFC Rochdale        | 0:8             | FC Southampton          | 0:5      | 0:3       |
| Rotherham United    | 1:2             | Blackburn Rovers        | 1:1      | 0:1       |
| Sheffield Wednesday | 4:2             | FC Brentford            | 2:1      | 2:1       |
| Shrewsbury Town     | 1:4             | Ipswich Town            | 1:1      | 0:3       |
| FC Sunderland       | 6:2             | Bristol City            | 0:1      | 6:1       |
| Torquay United      | 0:4             | Manchester City         | 0:4      | 0:0       |
| Tottenham Hotspur   | 7:1             | Hartlepool United       | 5:0      | 2:1       |
| FC Walsall          | 1:9             | FC Chelsea              | 0:5      | 1:4       |
| West Ham United     | 5:1             | Stoke City              | 3:0      | 2:1       |
| FC Wrexham          | 00:11           | FC Everton              | 0:5      | 0:6       |

## Dritte Runde
|                     | Ergebnis |                   |
| ------------------- | -------- | ----------------- |
| Aston Villa         | 2:0      | FC Millwall       |
| FC Chelsea          | 0:0      | FC Portsmouth     |
| Coventry City       | 3:0      | Hull City         |
| Crystal Palace      | 0:0      | Leyton Orient     |
| Derby County        | 6:0      | FC Sunderland     |
| Ipswich Town        | 0:2      | FC Southampton    |
| Leeds United        | 2:0      | Oldham Athletic   |
| Manchester City     | 1:2      | FC Arsenal        |
| Manchester United   | 3:1      | FC Liverpool      |
| FC Middlesbrough    | 2:0      | Norwich City      |
| Oxford United       | 2:1      | West Ham United   |
| Plymouth Argyle     | 1:2      | Nottingham Forest |
| Queens Park Rangers | 2:1      | Blackburn Rovers  |
| Sheffield United    | 2:1      | FC Everton        |
| Sheffield Wednesday | 0:0      | Swindon Town      |
| Tottenham Hotspur   | 2:1      | Bradford City     |

### Wiederholungsspiele
|               | Ergebnis |                     |
| ------------- | -------- | ------------------- |
| FC Portsmouth | 2:3      | FC Chelsea          |
| Leyton Orient | 0:1      | Crystal Palace      |
| Swindon Town  | 0:1      | Sheffield Wednesday |

## Vierte Runde
|                     | Ergebnis |                   |
| ------------------- | -------- | ----------------- |
| FC Arsenal          | 2:6      | Manchester United |
| Aston Villa         | 3:2      | FC Middlesbrough  |
| Coventry City       | 5:4      | Nottingham Forest |
| Oxford United       | 1:2      | FC Chelsea        |
| Queens Park Rangers | 0:3      | Leeds United      |
| Sheffield United    | 0:2      | Tottenham Hotspur |
| Sheffield Wednesday | 1:1      | Derby County      |
| FC Southampton      | 2:0      | Crystal Palace    |

### Wiederholungsspiele
|              | Ergebnis |                     |
| ------------ | -------- | ------------------- |
| Derby County | 1:2      | Sheffield Wednesday |

## Fünfte Runde
|                | Ergebnis |                     |
| -------------- | -------- | ------------------- |
| FC Chelsea     | 0:0      | Tottenham Hotspur   |
| Coventry City  | 0:1      | Sheffield Wednesday |
| Leeds United   | 4:1      | Aston Villa         |
| FC Southampton | 1:1      | Manchester United   |

### Wiederholungsspiele
|                   | Ergebnis |                |
| ----------------- | -------- | -------------- |
| Tottenham Hotspur | 0:3      | FC Chelsea     |
| Manchester United | 3:2      | FC Southampton |

## Halbfinale
|                   | Gesamt |                     | Hinspiel | Rückspiel |
| ----------------- | ------ | ------------------- | -------- | --------- |
| FC Chelsea        | 1:5    | Sheffield Wednesday | 0:2      | 1:3       |
| Manchester United | 3:1    | Leeds United        | 2:1      | 1:0       |

## Finale
| Sheffield Wednesday                | Sheffield Wednesday | Manchester United | Manchester United |
| ---------------------------------- | --- | --- | ----------------- |
| Sheffield Wednesday                | \| 21. April 1991 in London (Wembley) \| \| Ergebnis: 1:0 (1:0) \| \| Zuschauer: 77.612 \| \| Schiedsrichter: Ray Lewis \|                                                                                        | \| 21. April 1991 in London (Wembley) \| \| Ergebnis: 1:0 (1:0) \| \| Zuschauer: 77.612 \| \| Schiedsrichter: Ray Lewis \|                                                                          | Manchester United |
| Sheffield Wednesday                | Chris Turner – Roland Nilsson, Phil King, Peter Shirtliff, Nigel Pearson – Danny Wilson, John Sheridan, John Harkes (46. Lawrie Madden), Nigel Worthington – David Hirst, Paul Williams Cheftrainer: Ron Atkinson | Les Sealey – Denis Irwin, Clayton Blackmore, Steve Bruce, Gary Pallister – Neil Webb (55. Mike Phelan), Bryan Robson, Paul Ince, Lee Sharpe – Brian McClair, Mark Hughes Cheftrainer: Alex Ferguson | Manchester United |
| Sheffield Wednesday                | 1:0 John Sheridan (37.) | | Manchester United |
| Sheffield Wednesday                | Spieler des Spiels: Nigel Pearson | | Manchester United |
| 21. April 1991 in London (Wembley) | | |                   |
| Ergebnis: 1:0 (1:0)                | | |                   |
| Zuschauer: 77.612                  | | |                   |
| Schiedsrichter: Ray Lewis          | | |                   |